# Miniopterus schreibersii
Minioptère de Shreibers
Espèce
Statut de conservation UICN

 VU  : Vulnérable
Statut CITES
Le Minioptère de Schreibers (Miniopterus schreibersii) est une espèce de chauves-souris que l'on trouve à travers toute l'Eurasie, en Afrique du Nord et jusqu'en Australie.
L'adulte mesure entre 5 et 6,2 cm (pour l'ensemble tête et corps) avec une masse de 9 à 16 g et une envergure comprise entre 30,5 et 34,2 cm,. Le Minioptère de Schreibers est souvent confondu avec le Murin de Capaccini (Myotis capaccinii) et le Murin de Daubenton (Myotis daubentonii), mais le Minioptère a des oreilles beaucoup plus petites ; de plus son front bombé et ses oreilles presque carrées sur le côté sont des critères caractéristiques de l'espèce.
Le Minioptère de Schreibers hiberne et met bas dans des cavités souterraines naturelles (grottes, avens) ou artificielles telles que des entrées de galeries de mines, si bien que la pause de grillages pour fermer ces sites constitue une menace pour l'espèce.

## Reproduction et gestation
En Europe, le Minioptère de Schreibers se reproduit de la mi-septembre à la mi-octobre, avant de rejoindre les sites d'hibernation[réf. nécessaire].
Contrairement à la plupart des espèces de chauves-souris, la fécondation de l'ovule par le spermatozoïde a lieu directement après la reproduction, avant l'hibernation. La corps jaune, ou corpus luteum, reste alors actif afin de produire les hormones nécessaires (principalement de grandes quantités de progestérone) pour le maintien de la paroi utérine jusqu'à l'implantation de l'embryon. Ce processus est appelé « implantation différée ».
L'implantation peut survenir relativement tôt dans l'hibernation, ou juste à la fin, avec une grande variation entre les deux dépendant de l'individu. Lorsque l'implantation a lieu, le développement de l'embryon commence très lentement à cause de la léthargie de la femelle en hibernation. Le processus commence à se dérouler à une vitesse normale uniquement à la sortie de l'hibernation et à la réactivation des fonctions vitales de la mère Les jeunes naissent six à dix semaines après le réveil, à partir de la fin du mois d'avril et au mois de mai.

## Habitat

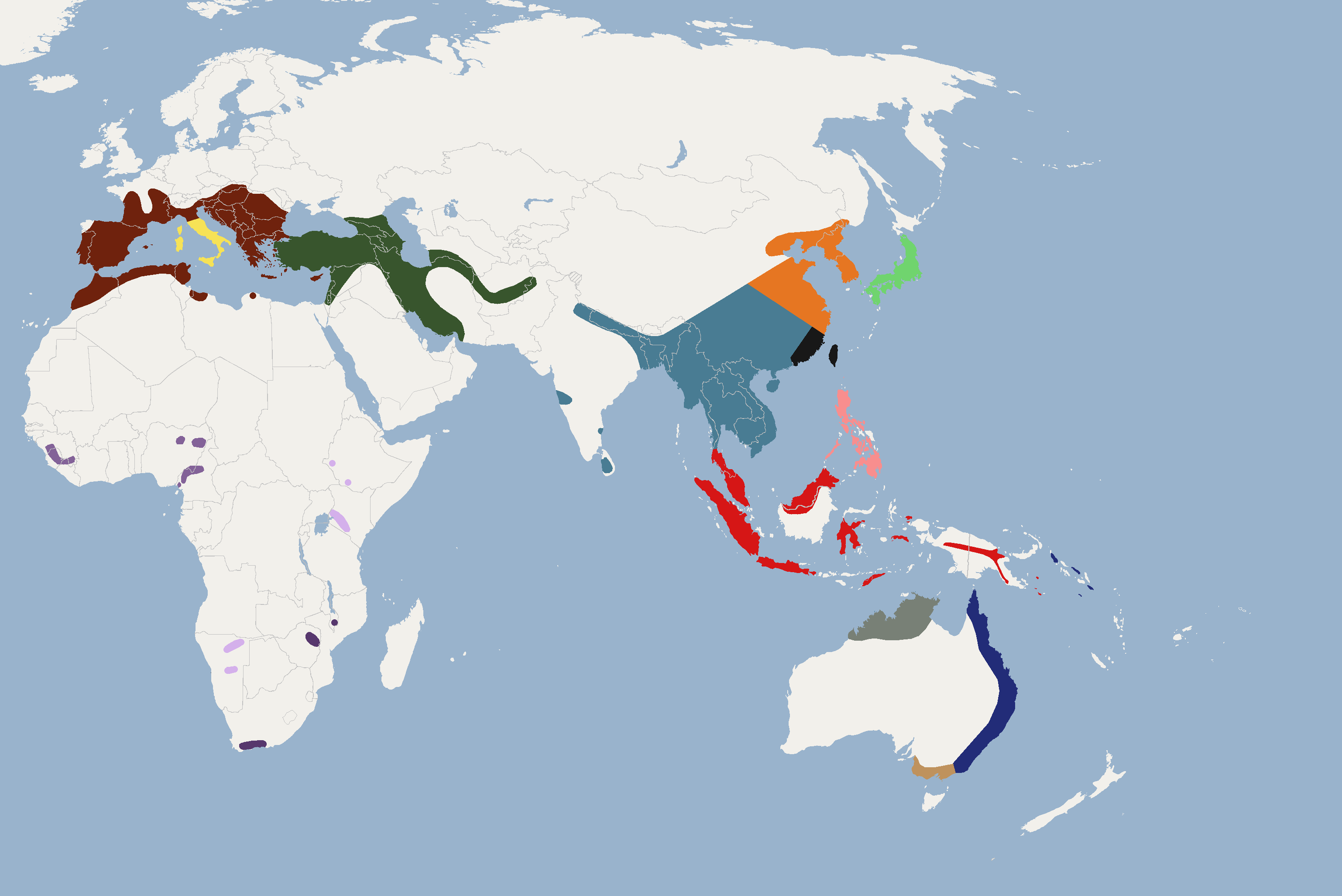
Répartition du Minioptère de Schreibers et de ses différentes sous-espèces.

C'est une espèce adaptée aux milieux karstiques, jusqu'à 1 000 m d'altitude. Elle se rassemble en colonies de plusieurs milliers d'individus (parfois plus de 50 000, dans une grotte de Bulgarie ou du sud de la France par exemple).
En France, le Minioptère de Schreibers a fortement régressé en Provence au cours du siècle passé et aujourd’hui, seuls 6 sites de reproduction subsistent sur les 14 historiquement connus. En hibernation, un important gîte dans les Bouches-du-Rhône concentrait jusqu’à 35 000 individus, soit une part importante de la population hibernante du quart sud-est de la France. Mais entre 2002 et 2003, l’épizootie d’origine inconnue qui a touché le sud-ouest de l’Europe a décimé plus des deux tiers de la population hibernante (10 000 individus en janvier 2003). Dix ans après, la colonie est remontée à 18 900 individus en 2012. Cet effectif représente 15% de la population nationale.

## Taxonomie intraspécifique

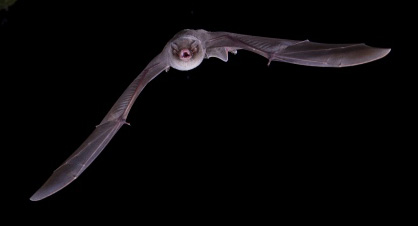
Miniopterus scheibersii

En Europe, on ne trouve que l'espèce Miniopterus schreibersii, bien que le genre Miniopterus soit répandu sur tous les continents.
Au sein de l'espèce, la taxonomie est peu connue. Certaines études tendent à montrer qu'on trouverait trois sous-espèces de Minioptères de Schreibers en Australie, suggérant la présence de l'espèce jusqu'en Océanie.
Au Japon, la sous-espèce Miniopterus s. fuliginosus est identifiée, différente des sous-espèces d'Europe ou d'Australie. En Europe, c'est la sous-espèce Miniopterus s. schreibersii qui est présente.
Au total, une quinzaine de sous-espèces auraient été identifiées à travers l'aire de répartition de l'espèce. Cependant, il semblerait que le nom Miniopterus schreibersii, considéré comme une espèce distribuée largement du Sud-Ouest de l'Europe à l'Australie, puisse être en réalité un agrégat d'espèces cryptiques morphologiquement très proches. Aucune donnée moléculaire n'est disponible pour confirmer ou infirmer les hypothèses actuellement émises.

## Menaces et protection
Les principales menaces pesant sur le Minioptère de Schreibers sur l’ensemble de son aire de répartition sont :
- La perte d’habitats, notamment des territoires de chasse autour des gîtes
- L’utilisation intensive de pesticides entraînant la disparition massive d’insectes

En tant qu’espèce grégaire et typiquement cavernicole, le Minioptère de Schreibers est également très sensible au dérangement. Les aménagements touristiques des cavités souterraines, la fréquentation incontrôlée de certains sites pour la spéléologie ou le naturalisme sauvage ou la fermeture par des grilles constituent des atteintes très graves pour cette espèce, qui, de plus, a subi en 2002 un effondrement des populations au niveau national (près de 60 % de perte, probablement due à une origine pathologique).
À l'échelle internationale, cette espèce est protégée par la Convention de Berne (Annexe II) et la Convention de Bonn  (Annexe II). En France, elle est protégée sur tout le territoire métropolitain par l'article 2 de l'arrêté du 23 avril 2007 du ministère de l'Écologie et du Développement durable.